# Kleczkowo (gromada)
Kleczkowo – dawna gromada, czyli najmniejsza jednostka podziału terytorialnego Polskiej Rzeczypospolitej Ludowej w latach 1954–1972.
Gromady, z gromadzkimi radami narodowymi (GRN) jako organami władzy najniższego stopnia na wsi, funkcjonowały od reformy reorganizującej administrację wiejską przeprowadzonej jesienią 1954 do momentu ich zniesienia z dniem 1 stycznia 1973, tym samym wypierając organizację gminną w latach 1954–1972.
Gromadę Kleczkowo z siedzibą GRN w Kleczkowie utworzono – jako jedną z 8759 gromad na obszarze Polski – w powiecie ostrołęckim w woj. warszawskim, na mocy uchwały nr VI/10/10/54 WRN w Warszawie z dnia 5 października 1954. W skład jednostki weszły obszary dotychczasowych gromad Kamienowo, Kleczkowo, Ojcewo, Radgoszcz, Siemiątkowo, Trzaski, Zawady i Żyźniewo ze zniesionej gminy Troszyn oraz obszar dotychczasowej gromady Mieczki-Ziemaki ze zniesionej gminy Piski w tymże powiecie. Dla gromady ustalono 15 członków gromadzkiej rady narodowej.
Gromadę zniesiono 1 stycznia 1969, a jej obszar włączono do gromad Piski (wieś Mieczki-Ziemaki) i Troszyn (wsie Aleksandrowo, Kamienowo, Kleczkowo, Ojcewo, Radgoszcz, Siemiątkowo, Trzaski i Zawady-Żyźniewo) w tymże powiecie.
Zobacz też: Klęczkowo (gromada)